# 리모노프: 에디의 발라드
《리모노프: 에디의 발라드》(영어: Limonov: The Ballad)는 2024년 개봉한 전기 드라마 영화이다. 키릴 세레브렌니코프가 감독과 공동각본을 맡았으며, 에마뉘엘 카레르의 동명 소설이 영화의 원작이다. 작가 에두아르드 리모노프의 삶을 다룬 작품이며, 배우 벤 위쇼가 리모노프 역을 맡았다. 2024년 칸 영화제 황금종려상 경쟁 후보작이다.

## 출연
- 벤 위쇼 - 에두아르드 리모노프 역
- 토머스 아라나
- 상드린 보네르
- 빅토리야 미로시니첸코
- 루이도 드랭크생
- 마리야 마시코바
- 이반 이바시킨
- 코라도 인베르니치
- 오딘 비론